# Миколай Крупський
Микола́й Кру́пський (пол. Mikołaj Krupski, рос. Миколай Крупский; 25 листопада 1919, с. Пялікі Дісненського повіту Польщя — 19 жовтня 2018, Варшава) — бригадний генерал громадянської міліції Польщі і підполковник Збройних Сил Польщі, слідчий органів державної безпеки Польщі, начальник II-го Департаменту контррозвідки Міністерства внутрішніх справ Польської Народної Республіки, начальник Генеральної інспекції Міністерства внутрішніх справ Польської Народної Республіки.

## Життєпис
- 25 вересня 1919 р. — народився в селищі Пяліки Дісненського повіту у Польській Республіці. Його батько — Антоні Крупський, а мати — Марія[1].
- З листопада 1940 р. — він служив у Червоній Армії,
- а в вересні 1941 р. — служив у військово-будівельному батальйоні. Вступив у Комуністичну партію Польщі[3].
- Від 13 квітня 1944 р. до 31 липня 1944 р. мав вишкіл у Вищій школі «ГУЛАГ» НКВС м. Куйбишев[1] СРСР (нині — Академія ФСБ Росії). Мав практику в контррозвідці «СМЕРШ» на території УРСР (Житомирська область).
- 16 серпня 1944 р.- розпочав службу в польських силових структурах слідчим у м. Білосток, у Воєводському Управлінні громадської безпеки (абревіатура пол. WUBP). У тому ж році він відряджений був до Муніципального бюро громадської безпеки (абревіатура пол. MUBP), де на наступний рік займав посаду голови Відділу № 7.
- У 1945 р. — він переїхав у м. Лодзь, де він згодом став начальником Оперативної групи Районного відділення громадської безпеки (абревіатура пол. PUBP), став начальником Відділу № 8 «WUBP», керівником Відділу № 1 «WUBP», головою Відділу № 5 «WUBP», згодом заступником начальника Департаменту «WUBP» відповідального за контррозвідку, а потім в тому ж році, директором Відділу. У 1946 р. — мав звання капітана[4].
- У 1947 р. — він став завідувачем Відділу VII (слідчі), а також Відділу V (охорона керуючої державою політичної партії та її груп) «WUBP».
- У 1948 р. — був заступником начальника «WUBP» у м. Лодзь. Переїхав до м. Бидгощ, де став шефом регіонального Відділення громадської безпеки (абревіатура пол. WUBP/WUdsBP), де служив протягом наступних 2 років.
- З 1950 р. до 1953 р. — був головою Воєводського управління громадської безпеки «WUBP» у м. Люблін. У 1950[1]-1954[5] рр. мав звання майора.
- З січня 1953 р. — він був переведений до Міністерства громадської безпеки (Міністерство суспільної безпеки) — абревіатура пол. MBP; у штаб-квартиру м. Варшави, де він був призначений заступником директора (віце-директор) Департаменту III «MBP» (боротьба з кримінальними бандами).
- З червня 1954 р. — був директором Управління громадської безпеки у Варшаві, на цій посаді прослужив до 1957 р..
- У 1955 р. — командир навчального центру (абревіатура пол. NNUBP).
- У 1956 р. — призначений керівником навчального центру (абревіатура пол. MSWN), ця спецшкола у м. Легіоново.
- Від 15 лютого 1957 р. до 26 вересня 1960 р. — служба у Міністерстві внутрішніх справ з підготовки кадрів й у Відділі кадрів (спецшкола), Академія Генерального штабу[pl][1].
- Від 26 вересня 1960 до 30 квітня 1961 р. — він був заступником начальника Політичного управління прикордонних військ.
- Від 1 травня 1961 р. до 04 лютого 1965 р. — на посаді заступника директора Департаменту I Міністерства внутрішніх справ Польщі у званні підполковника[6].
- Від 4 лютого 1965 р. до 19 травня 1973 р. — обіймав посаду директора Департаменту II[pl] (контррозвідка) у званні полковника[1].
- Від 10 травня 1973 р. до 15 січня 1990 р. — генеральний директор інспекції Міністерства внутрішніх справ Польщі, у званні бригадного генерала[1].

### Відрядження
- У Чехословаччині[1] (див. Вторгнення військ Варшавського договору до Чехословаччини): 18-20 вересня 1967 р.;
- на Кубі[1] (див. Карибська криза): 10-18 березня 1969 р., 9-16 червня 1969 р., 22-26 серпня 1972 р., 1-25 квітня 1969 р.;
- у В'єтнамі[1] (див. Війна у В'єтнамі): з 2 лютого 1970 р. до 22 березня 1970 р.;
- у Болгарії[1]: 16-20 червня 1969 р.;
- у Румунії[1]: 16-18 червня 1970 р.;
- у СРСР[1]: 16-19 жовтня 1973 р.;
- в Індії,
- у Непалі,
- в Японії,
- у Франції та ін.[1].

### Нагороди
- Срібний хрест за заслуги (Президія Крайової Ради Народової, Ухвала від 10 жовтня 1945 р.)[7]
- Орден «Хреста Грюнвальда» III класу (Президія Крайової Ради Народової[ru], Ухвала № 195 від 19 липня 1946 р.)[5][4].